# Ходорівка (притока Дніпра)
Ходорівка — річка в Україні у Обухівському районі Київської області. Права притока річки Дніпра (басейн Дніпра).

## Опис
Довжина річки приблизно 8,56 км, найкоротша відстань між витоком і гирлом — 6,75  км, коефіцієнт звивистості річки — 1,27 . Формується декількома струмками та загатами.

## Розташування
Бере початок у селі Ведмедівка. Тече переважно на північний схід через село Ходорів і впадає у річку Дніпро.
Населені пункти вздовж берегової смуги: Грушів, Дударі, Ромашки.

## Цікаві факти
- На річці існують газгольдери та декілька газових свердловин[3].